# Sandy Brook
Sandy Brook är ett vattendrag i Kanada.   Det ligger i provinsen Newfoundland och Labrador, i den östra delen av landet, 1 600 km öster om huvudstaden Ottawa.
I omgivningarna runt Sandy Brook växer i huvudsak blandskog. Trakten runt Sandy Brook är nära nog obefolkad, med mindre än två invånare per kvadratkilometer.